# Zoom Video Communications
Zoom Video Communications je americká softwarová firma poskytující služby vzdálené konference. Byla založená v roce 2011 a sídlí v San José v Kalifornii. Poskytuje službu vzdálené konference kombinující videotelefonii, online schůzky, chat a mobilní spolupráci.

## Produkty
Software Zoomu je spíše proprietární než otevřený. Původně mohl Zoom pořádat videokonference až pro 15 účastníků. Od 25. ledna 2013 povolil až 25 účastníků na jednu videokonferenci. V říjnu 2015 byl limit bezplatné verze zvýšen na 50 a následně na 100. Placená verze dovoluje až 1000 účastníků na jednu videokonferenci.